# Tsagaan Khass
Tsagaan Khas (mongol cyrillique : Цагаан Хас, ce qui signifie « croix gammée blanche ») est une organisation néo-nazie mongole qui revendique avoir 3 000 membres, mais d'autres sources affirment que l'organisation a un peu plus de 1 000 membres. Elle a été fondée par Ariunbold Altankhuum. 

## Idéologie
Ariunbold Altankhuum a décrit la mission de son groupe ainsi : « Adolf Hitler était quelqu'un que nous respectons. Il nous a appris à préserver l'identité nationale... nous ne sommes pas d'accord avec son extrémisme et son déclenchement de la Seconde Guerre mondiale. Nous sommes contre toutes ces tueries, mais nous soutenons son idéologie. Nous soutenons le nationalisme plutôt que le fascisme ». Les membres du groupe s'habillent en costume nazi typique et font usage du salut nazi, couleurs nazies, et l'aigle nazi. Ils ont justifié leur utilisation de l'imagerie nazie en soulignant que la croix gammée a des origines asiatiques.
Le cofondateur du groupe, qui se fait appeler "Big Brother", a affirmé que le groupe ne faisait pas la promotion du crime et qu'il expulsait les « éléments criminels » se trouvant parmi ses membres, et exigeait que tous ses membres aient une bonne éducation. L'un des leaders du groupe est un architecte d'intérieur. Il a également affirmé que le groupe travaillait en étroite collaboration avec d'autres groupes ultra-nationalistes de Mongolie.
Les membres du groupe se caractérisent par leur sentiment anti-chinois extrême (en) et leur opposition au mariage interracial (en). Un partisan du groupe a exprimé l'opinion que : « Nous devons nous assurer qu'en tant que nation notre sang est pur. Il s'agit de notre indépendance ... Si nous commençons à nous mélanger aux Chinois, ils nous engloutiront lentement. La société mongole n'est pas très riche. Les étrangers viennent avec beaucoup d'argent et pourraient commencer à prendre nos femmes. » Le groupe a été accusé de promouvoir la violence contre les couples interraciaux, les immigrés, les prostituées et la communauté LGBT,,,. Le groupe a ciblé les femmes mongoles qui ont eu des relations avec des hommes chinois, se rasant les cheveux et parfois se tatouant le front.
De telles attitudes envers les Chinois en Mongolie de la part de groupes tels que Tsagaan Khas peuvent être attribuées à la politique de l'Union soviétique qui a fait de la Chine une menace pour la Mongolie, afin de recevoir l'allégeance de la Mongolie. Au cours de cette scission sino-soviétique, la République populaire mongole a apporté à l'Union soviétique son soutien indéfectible dans tous les domaines.
En 2013, ils ont tenté de se focaliser sur la lutte contre la pollution dans les mines mongoles (en). Le groupe est apparu durant des opérations minières, exigeant de voir des documents et a parfois saboté les opérations minières s'il n'était pas satisfait de la façon dont elles sont gérées. Selon Altankhuum, le groupe veut remplir un rôle que les autorités locales ont échoué à jouer vis-à-vis des sociétés minières étrangères,. Ils demandent des échantillons de sol aux opérations minières, afin de vérifier la contamination du sol. Dans une interview avec Reuters, Altankhuum a déclaré : « [Notre] objectif est passé de combattre les étrangers dans les rues à combattre les sociétés minières ».